# آلمان در المپیک تابستانی ۱۹۰۸
آلمان در بازی‌های المپیک تابستانی ۱۹۰۸ که در شهر لندن بریتانیای کبیر برگزار شد، کاروان آلمان با ۸۱ ورزشکار در این رقابت‌ها شرکت کرد و موفق به کسب ۱۳ مدال (۳ طلا، ۵ نقره، ۵ برنز) شد. در جدول رتبه‌بندی توزیع مدال‌ها، آلمان در ردهٔ ۵ مسابقات قرار گرفت.